# Thomas Gage (Geistlicher)
Thomas Gage (* um 1597; † 1656 in Jamaika) war ein englischer Geistlicher. Er war der Sohn des Adligen John Gage (dieser ab 1622 Baronet) und dessen Ehefrau Margaret. Die Familie war katholischen Glaubens, es bestanden enge Familienbande zu anderen Katholiken. Nach einer Ausbildung in jesuitischen und dominikanischen Schulen schiffte Thomas Gage als Missionar auf die Philippinen ein. Auf halbem Weg dorthin blieb er in Mittelamerika hängen, wo er 12 Jahre verbrachte, bevor er nach England zurückkehrte. Er wandelte sich vom Katholiken zum Puritaner, wurde Anhänger von Oliver Cromwell und reiste mit dessen Karibik-Expedition nach Jamaika, wo er verstarb.

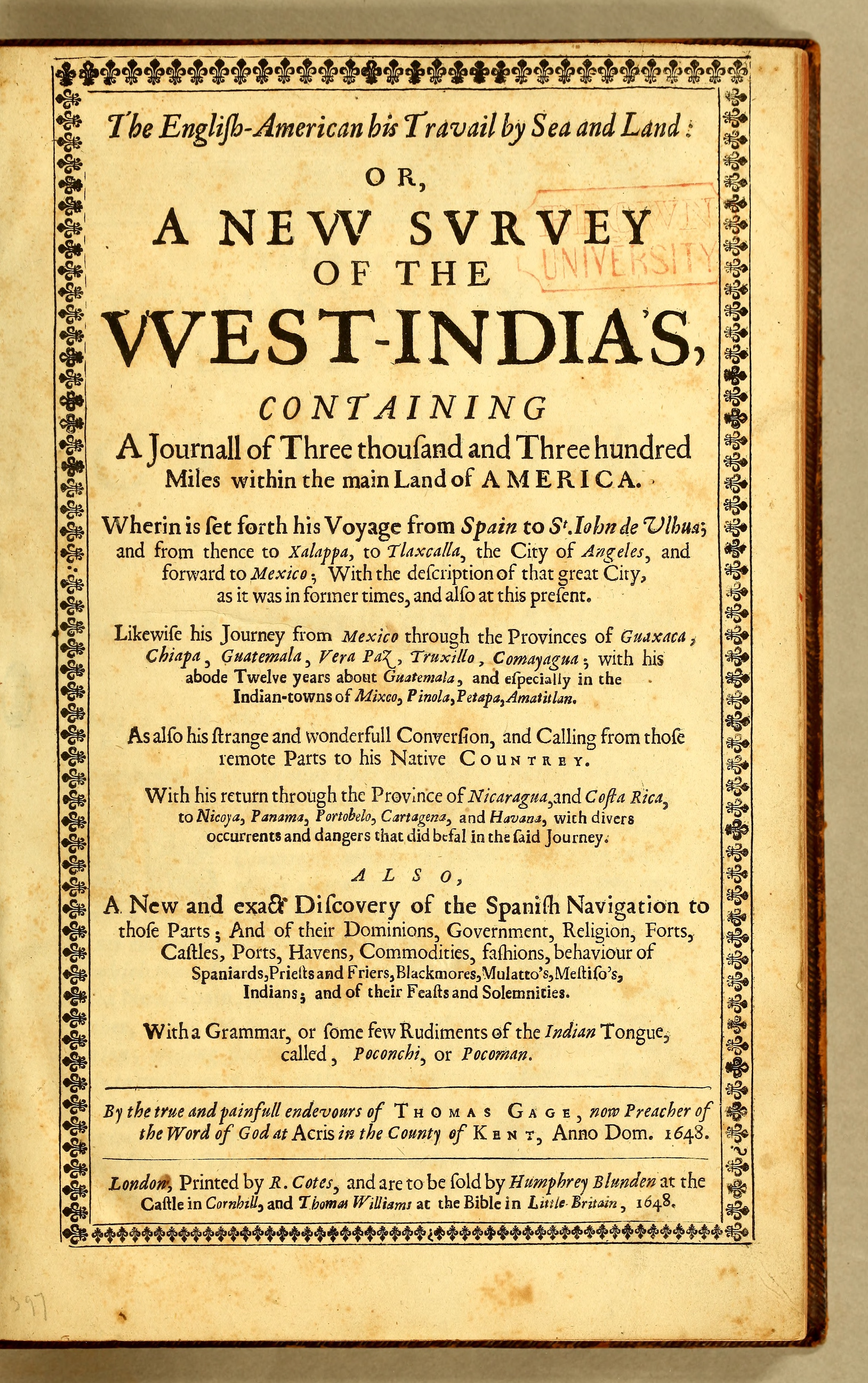
Titelseite der Erstausgabe von Thomas Gages The English-American... a New Survey of the West-India's, 1648

## Katholische Bildung
Der katholische Glaube der Familie konnte zu dieser Zeit in England nicht öffentlich praktiziert werden. Thomas Gages drei ältere Brüder standen in der katholischen Tradition: Einer von ihnen war der Soldat Sir Henry Gage (1597–1645), der in den Niederlanden für Spanien und später in England für Karl I. kämpfte; George Gage war Priester und Diplomat; William Gage war Jesuit. Zwei Halbbrüder aus der zweiten Ehe von Thomas’ Vater, John und Francis Gage, waren ebenfalls Priester.
Der Vater plante für Thomas eine Ausbildung im Orden der Jesuiten. Dazu schickte er ihn ans Jesuitenkolleg von St. Omer, damals in den Spanischen Niederlanden, und später nach Valladolid in Spanien. Beide Schulen waren darauf eingerichtet, junge Engländer zu unterrichten und zum Priester auszubilden. In Valladolid wechselte Thomas Gage zum Orden der Dominikaner. Dort wurde er zum Priester ordiniert und war anschließend als Rhetoriklehrer im Kloster von Jerez beschäftigt.

## In Amerika
1625 meldete sich Thomas als Freiwilliger zu einer Missionsreise auf die Philippinen. Obwohl die Einreise in die spanischen Kolonien nur Spaniern erlaubt war, konnte Gage am 2. Juli 1627 mit weiteren etwa 30 Dominikanern von Cádiz aus in See stechen. Die Reise führte über Mexiko, wo Gage sich zu einem längeren Aufenthalt entschied und für einige Zeit an einer Klosterschule Latein unterrichtete. Laut seinem Bericht traf er in Mexiko-Stadt einen Mönch, der schon auf den Philippinen gewesen war und erzählte, die dortigen Dominikaner seien hart, grausam und korrupt. Um der Weiterreise zu den Philippinen zu entgehen, floh Gage zusammen mit drei anderen Mönchen nach Guatemala. Er verbrachte zwei oder drei Jahre im Kloster von Guatemala-Stadt. Die dortigen Studienmöglichkeiten scheinen ihm gefallen zu haben, es befielen ihn aber auch religiöse Zweifel und er beantragte die Heimreise nach England. Seine Vorgesetzten verweigerten ihm dies mit der Begründung, dass Missionare mindestens zehn Jahre in Amerika bleiben müssten.
Daraufhin entschied sich Thomas Gage, zusammen mit Francisco Moran ins ländliche Guatemala zu ziehen und dort zwei Gemeinden zu betreuen. Die Gemeindemitglieder waren hauptsächlich Indianer, deren Sprache und Gebräuche Gage in den nächsten Jahren kennenlernte. In seiner Funktion als Geistlicher schaffte es Gage, sich einige Geldmittel anzueignen, die er für die Rückreise verwenden wollte. 1635 bat er nochmals um Erlaubnis, nach Europa zurückzukehren, was ihm aber wiederum verweigert wurde. Stattdessen wurde er nach Petapa versetzt, wo er ein Jahr lang blieb.
Am 7. Januar 1637 machte er sich auf eigene Faust auf den Weg und reiste über Nicaragua nach Costa Rica, dort schiffte er sich am 4. Februar ein. Den größten Teil seines Geldes verlor er unterwegs an Piraten, in Spanien kam er schließlich am 28. November 1637 an und im darauf folgenden Jahr erreichte er England.

## Die neue Religion
Nach seiner Rückkehr musste Thomas Gage erfahren, dass sein Vater längst verstorben war und ihn enterbt hatte – eventuell wegen seines Wechsels von den Jesuiten zu den Dominikanern. Davon abgesehen wurde er von seiner Familie freudig aufgenommen. Er machte sich aber bald wieder auf den Weg und reiste nach Rom. Unterwegs, in der Nähe von Gent, besuchte er seinen Bruder Henry im Winterquartier. Die weitere Reise wurde durch Gages schlechte Gesundheit und die herrschenden Kriegszustände recht schwierig, brachte Gage aber auch in Kontakt mit protestantischen Gemeinden in Deutschland und Frankreich.
Zurück in England im September 1640 engagierte er sich politisch in den Parlamentswirren. Zwei Jahre später, 1642, konvertierte er öffentlich von der katholischen Kirche zu einer puritanischen Form des Anglikanismus. Um die protestantische Seite und die Parlamentspartei von seiner Ernsthaftigkeit zu überzeugen, heiratete er kurz darauf. In der Folge erhielt er eine Pfarrstelle in Acrise in der Grafschaft Kent.
Die öffentliche Wahrnehmung Gages war eher ungünstig, mit einer Predigt in der St Paul’s Cathedral in London scheint er sich lächerlich gemacht zu haben. Den Text ließ er im Oktober unter dem Titel „The Tyranny of Satan, discovered by the teares of a converted sinner“ drucken. Dass er allerdings ein gefährlicher Gegner sein konnte, wurde im Dezember 1642 offensichtlich, als er gegen den katholischen Priester Thomas Holland aussagte, den er schon in Saint-Omer und Valladolid kennengelernt hatte. Holland erhielt die Todesstrafe. Im darauf folgenden Jahr, 1643, geschah dasselbe mit dem Franziskaner Arthur Bell. Der Jesuit Ralph Corbie wurde am 7. September 1644 hingerichtet, auch hier hatte Gage gegen ihn ausgesagt. Im Jahr 1650 gab es nochmals einen ähnlichen Vorfall, als der Jesuit Peter Wright und der Dominikaner Thomas Middleton oder Dade verhaftet wurden, Hauptzeuge der Anklage war Thomas Gage. Wright war Kaplan von Thomas’ verstorbenem Bruder Henry in Gent und in England gewesen, er war am Totenbett Henrys anwesend. Dade war ein Oberhaupt der englischen Dominikaner. George Gage, Thomas’ Bruder, versuchte ihn umzustimmen, konnte aber nur erreichen, dass die Anklage gegen Dade zurückgezogen wurde. Die Hinrichtung Wrights war unpopulär, der Königshof tadelte Thomas Gages Verhalten.

## Der Schriftsteller
Über seinen Aufenthalt in Amerika veröffentlichte Gage 1648 ein Buch unter dem Titel The English-American, or a New Survey of the West Indies. Neben autobiografischen Passagen enthält es detaillierte Beschreibungen der Neuen Welt, auch Übertreibungen, Erzählungen von sagenhaften Reichtümern und Abenteuergeschichten. Teile des Buchs wurden bei Samuel Purchas abgeschrieben und aus Francisco López de Gómaras Hispania Victrix entnommen, vor allem in späteren, erweiterten Auflagen. Das Buch war beim Publikum ein Erfolg, da es eine der ersten Veröffentlichungen über die spanischen Kolonien in Amerika darstellte. Es erschien in mehreren Auflagen, auch in Auszügen und in Übersetzungen. Gage verfolgte mit seiner Veröffentlichung auch politische Ziele: das Buch war Thomas Fairfax, 3. Lord Fairfax of Cameron gewidmet, einem Befehlshaber der Parlamentstruppen. Gage spricht sich in seinem Buch für einen Angriff auf die spanischen Kolonien aus, dies sei einfach, da die lange Küstenlinie nur mit wenigen Soldaten besetzt sei. Im Gegensatz zu einem kostspieligen Krieg in Europa könne man in Amerika die spanischen Besitztümer plündern. Außerdem stellt Gage es als religiöse Pflicht des puritanischen Englands dar, diese Religion in die vom katholischen Spanien beherrschten Gebiete zu tragen.
Später, in den Jahren 1651 und 1653, veröffentlichte Thomas Gage noch zwei religiöse Schriften.

## Militärische Expedition in die Karibik
Aufgrund der Erfahrung von Gage in der Karibik und in Mittelamerika bekamen seine Vorschläge Gewicht und wurden schließlich umgesetzt. Nach dem Ende des Englisch-Niederländischen Kriegs 1654 konnte Cromwell neue außenpolitische Ziele verfolgen. In einer im Geheimen geplanten Militäraktion stachen 1654 zu Weihnachten 18 Kriegsschiffe und 20 Transportschiffe mit insgesamt 3000 Mann von Portsmouth aus in See. Thomas Gage war als Kaplan und ortskundiger Führer mit an Bord. Nach einem Monat erreichte man Barbados, dort und auf Montserrat, Nevis und St. Kitts wurden weitere 6000 Mann rekrutiert. Ziel war es, in der Karibik einen größeren Stützpunkt zu sichern, um von dort die spanischen Handelsrouten bedrohen zu können, der Beginn des Englisch-Spanischen Krieges.
Die schlecht ausgebildete und mangelhaft versorgte Mannschaft landete am 13. April 1655 auf Hispaniola. An Land war noch ein schwieriger Fußmarsch in Hitze und Trockenheit zu bewältigen. Die spanischen Truppen waren allerdings schon vorgewarnt, zudem kämpften die Indianer entgegen Gages optimistischer Prognose auf Seiten der Spanier. Die Engländer mussten die Aktion abbrechen und sich zurückziehen. Am 11. Mai erreichten sie Jamaika, wo die Truppen von General Robert Venables landeten und die Insel trotz erbitterter Gegenwehr der Spanier besetzen konnten. Thomas Gage starb, vermutlich an einer Durchfallerkrankung, 1656 auf Jamaika.

## Werke
- Neue merckwürdige Reise-Beschreibung Nach Neu Spanien, Was ihm daselbst seltsames begegnet, und wie er durch die Provintz Nicaragua wider zurück nach der Havana gekehret: In welcher zu finden ist Ein ausführlicher Bericht von der Stadt Mexico. Ingleichen Eine vollkommene Beschreibung aller Länder und Provinzen, welche die Spanier in gantz America besitzen; von ihrem Kirchen- und Policey-Regiment, ihrem Handel: wie auch von ihren und der Criollen, Mestifen [!], Mulaten, Indianer und Schwartzen, Sitten und Lebens-Art. Deme allem zum Beschluß noch beygefüget ist Ein kurtzer Unterricht von der Poconchisen oder Pocomanischen Sprache. Aus dem Frantzöschen ins Deutsche übersetzt. Leipzig, Johann Herbodt Kloß, 1693 Digitalisat